# دهستان قینرجه
دهستان قینرجه، یکی از دهستان‌های بخش بغراطی شهرستان رزن در استان همدان ایران است. مرکز این دهستان، روستای قینرجه است.

## جمعیت
بر پایه سرشماری عمومی نفوس و مسکن در سال ۱۳۹۵، جمعیت دهستان قینرجه برابر با ۶٬۱۲۸ نفر بوده‌است.